# Mmankgodi
Mmankgodi é uma vila localizada no distrito Kweneng em Botswana. Possuía, em 2011, uma população estimada de 6 802 habitantes.